# Tęcza Krosno Odrzańskie
Tęcza Krosno Odrzańskie – polski klub piłkarski z siedzibą w Krośnie Odrzańskim, założony w 1945 r. jako wielosekcyjny. W 1946 r. utworzono sekcję piłki nożnej, która występuje w zielonogórskiej klasie okręgowej.

## Historia klubu
Początki powstania Miejskiego Klubu Sportowego Tęcza Krosno Odrzańskie związane były z istniejącą od 1946 r. i wspierającą klub Gminną Spółdzielnią "Samopomoc Chłopska". Bliskie związki ze spółdzielczością istniały do roku 2019, kiedy ostatecznie rozwiązano krośnieńską Spółdzielnię (29 lipca 2019 r.). Wieloletnim prezesem Tęczy, a obecnie Prezesem Honorowym jest Zygmunt Orzeszko, były członek Zarządu Rejonowej Spółdzielni „Samopomoc Chłopska”. Ruch spółdzielczy od 1921 r. używał jako swojego symbolu tęczowej flagi i stąd zapewne wzięła się nazwa klubu. Pomysł założenia klubu zrodził się prawdopodobnie w czasie gry w koszykówkę na boisku gimnazjalnym przy dzisiejszym Zespole Szkół Ponadgimnazjalnych w 1945 roku. Głównym inicjatorem przedsięwzięcia był Zygmunt Kwapisiewicz. Początkowo w klubie funkcjonowały sekcje koszykówki i siatkówki. W 1946 roku powstała sekcja piłki nożnej. Pierwsze stroje w jakie byli wyposażeni zawodnicy: białe koszulki i niebieskie spodenki. Pionierami, zaangażowanymi w funkcjonowanie klubu byli: Zygmunt Kwapisiewicz, Nikodem Szudziński, Bolesław Kurzawa, Aleksander Szumow, Jan Łuczak i Grzegorz Malinowski. W styczniu 1951 r. w miejsce Tęczy powstała Spójnia. Z uwagi na brak aktywności, jak również z powodu połączenia Zrzeszeń Sportowych Ogniwa i Spójni, została ona przemianowana na Spartę. Na fali zmian politycznych zezwolono klubom na powrót do dawnych, często tradycyjnych nazw. Niespełna trzy tygodnie po wejściu w życie przepisu, klub z Krosna Odrzańskiego przyjął nazwę Sparta-Tęcza. Swój pierwszy mecz rozegrał z lokalnym rywalem Gwardią, przegrywając 1:3. W roku 1956 Tęcza połączyła się z LZS Połupin, który to klub funkcjonował na terenie Krosna Odrzańskiego, a jego działalność oparta była na środkach finansowych Państwowego Ośrodka Maszynowego Połupin. W tym okresie istniały sekcje: piłki nożnej, koszykówki, piłki ręcznej, tenisa stołowego i tenisa ziemnego. W październiku 1957 roku LZS Tęcza została wchłonięta przez Wojskowy Klub Sportowy „Wiarus”. Inny krośnieński klub sportowy – Gwardia osiągnął pierwszy duży sukces w okręgowym Pucharze Polski. W finale gwardziści przegrali z Włókniarzem Zielona Góra 1:3 (13 listopada 1955 r.), który później zmierzył się w Zielonej Górze z pierwszoligowcem i obrońcą PP z 1954 r. Gwardią Warszawa. Zielonogórzanie przegrali 1:12. Kolejny rozdział Tęczy rozpoczął się w 1961 r., jednak pod względem sportowym Miejski Ludowy Klub Sportowy Tęcza wciąż nie dorównywał drugiemu krośnieńskiemu klubowi, Wojskowemu Klubowi Sportowemu Wiarus. W 1966 roku Tęcza posiadała sześć sekcji: piłki nożnej, koszykówki, podnoszenia ciężarów, piłki ręcznej, tenisa ziemnego i lekkoatletyczną. Od tego roku Tęcza miała swoją siedzibę przy ulicy Pocztowej 27 w Krośnie Odrzańskim. Funkcję prezesa sprawował wówczas Józef Kiel. W dniu 5 lutego 1967 roku w czasie walnego zebrania klubu doszło do fuzji z WKS Wiarusem z jednoczesnym zachowaniem nazwy MLKS Tęcza Krosno Odrzańskie. Podczas zebrania delegatów wybrano nowego prezesa Władysława Soleckiego, a sekretarzem został Roman Pietrażycki.

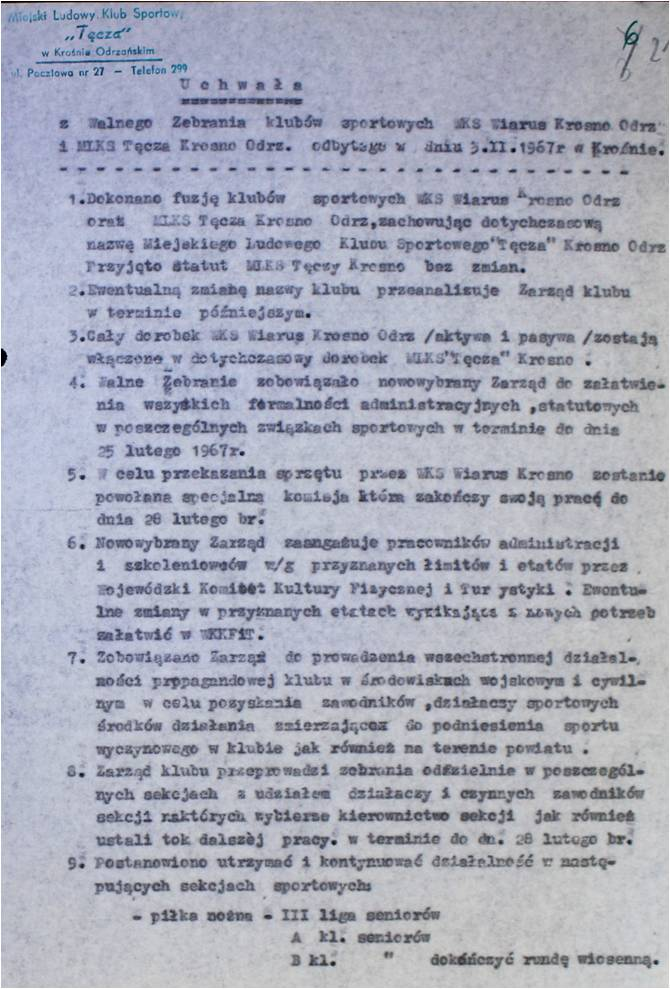
Uchwała Walnego Zebrania klubów sportowych WKS „Wiarus” i MLKS „Tęcza” Krosno Odrzańskie. Decyzja o fuzji podjęta 3 lutego 1967 r.

W 1970 roku klub powiększył ilość sekcji sportowych, aż do ośmiu tj. o żeglarską i piłki siatkowej w Gubinie. Coraz większe trudności gospodarcze sprawiły, że klub zaczął podupadać. W roku 1977 istniała już tylko sekcja piłki nożnej. Ostatecznie Tęcza została połączona z Nadodrzem w listopadzie 1978 roku. Formalna nazwa brzmiała MLKS Nadodrze – Tęcza, ale w użyciu pozostała nazwa Nadodrze Krosno.
Do nowego powołania Tęczy Krosno Odrzańskie doszło w 1987 roku w momencie likwidacji klubu sportowego Nadodrze. Nowa Tęcza była klubem jednosekcyjnym – piłkarskim. Jednak stowarzyszenie przetrwało zaledwie półtora roku.
Wiosną 1992 roku grupa działaczy sportowych postanowiła reaktywować działalność klubu. Z inicjatywy ówczesnego burmistrza Krosna Odrzańskiego – Andrzeja Chinalskiego i kierownika Ośrodka Sportu i Rekreacji Mirosława Kamińskiego, powstała grupa inicjatywna działaczy i sympatyków sportu, celem przywrócenia funkcjonowania klubu sportowego Tęcza. Przy współudziale pracowników Urzędu Miasta w Krośnie Odrzańskim opracowano projekt statutu i skierowano go do Wydziału Spraw Społecznych Urzędu Wojewódzkiego w Zielonej Górze. W dniu 3 września 1992 roku Klub Sportowy Tęcza został zarejestrowany. Walne zgromadzenie członków odbyło się 9 października 1992 roku. Podczas tego zgromadzenia wybrano pierwszy sześcioosobowy zarząd klubu z prezesem Zygmuntem Orzeszko. Jako priorytet przyjęto odbudowę sekcji piłki nożnej, gdzie początkowo drużynę tworzyło 35 juniorów prowadzonych przez nauczyciela wychowania fizycznego Grzegorza Nogę. W 1993 roku powiększono tę sekcję kolejno o dwie drużyny seniorów i juniorów młodszych, a we wrześniu utworzono sekcję brydża sportowego. W wyniku powodzi tysiąclecia w roku 1997 zalane zostały boiska wraz z obiektami sportowymi z których korzystali zawodnicy Tęczy. Dzięki otrzymanym środkom finansowym na remont zalanych obiektów i zakończeniu przy nich prac remontowych, zawodnicy tego klubu mogli rozgrywać mecze na jednym z nowocześniejszych obiektów sportowych w województwie. W 1999 roku klub posiadał 5 drużyn piłki nożnej (2 drużyny seniorów, 2 drużyny trampkarzy i 1 drużynę orlików), 2 zespoły seniorów piłki siatkowej, sekcję ju-jitsu, sekcję jeździecką i sekcję brydża sportowego. W roku 2018 funkcjonuje jeszcze tylko sekcja tenisa stołowego, która rywalizuje w IV lidze. W czerwcu 2007 r. klub obchodził jubileusz 40-lecia istnienia, chociaż de facto nie prowadził działalności jedynie w latach 1989-1991. W grudniu 2009 r. klub zmienił nazwę na Klub Sportowy Tęcza, a w lutym 2013 powrócił do nazwy Miejski Klub Sportowy Tęcza.  

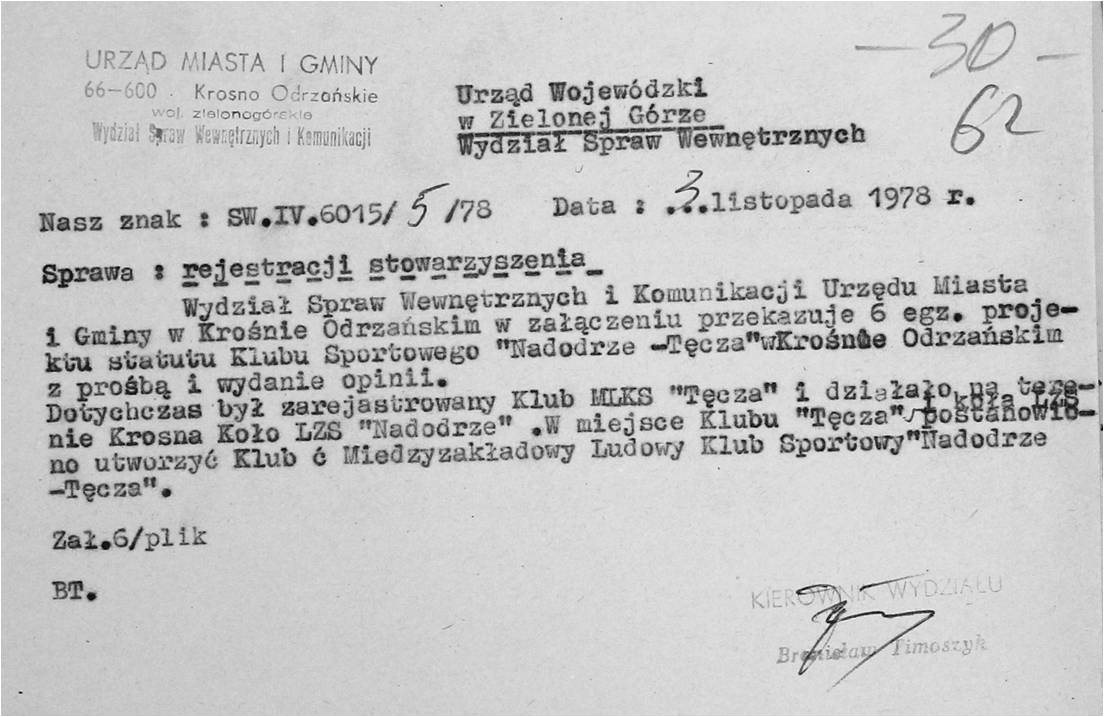
Pismo Urzędu Miasta i Gminy w Krośnie Odrzańskim do Urzędu Wojewódzkiego w Zielonej Górze z dnia 3 listopada 1978 r., informujące o powstaniu MLKS „Nadodrze-Tęcza”.

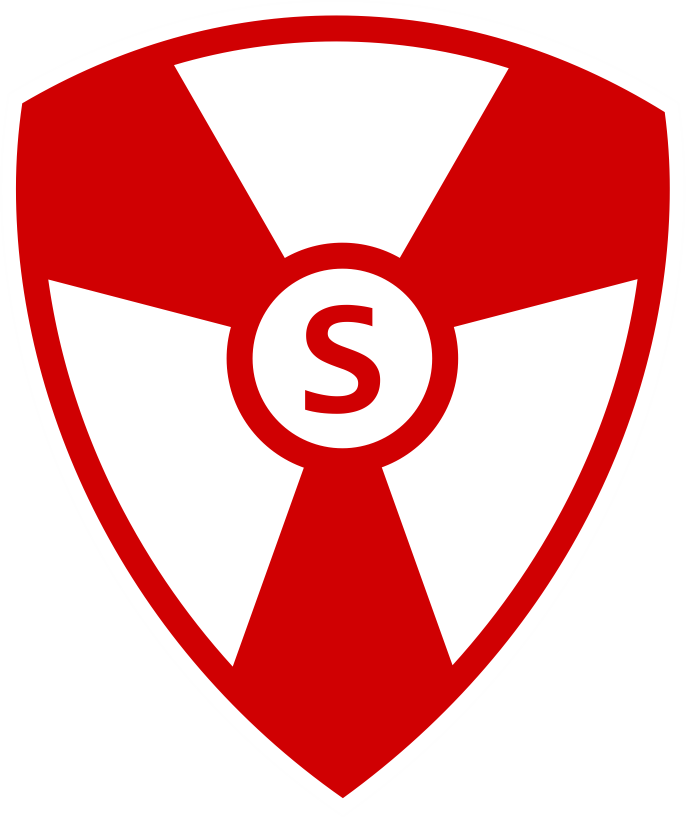
Logo Zrzeszenia Sportowego „Spójnia” Krosno Odrzańskie (1951-1954).

Dobrze rozwinięte szkolenie młodzieży zwieńczone m.in. udziałem w Lidze Makroregionalnej Juniorów Młodszych w sezonach: 2012/2013 i 2013/2014 sprawiło, że piłkarze Tęczy Krosno Odrzańskie w sezonie 2017/2018 awansowali do IV ligi lubuskiej w której grali do 2021 r. Od tego roku pierwszy zespół rozgrywa swoje mecze w zielonogórskiej klasie okręgowej. Krośnieński zespół był do sezonu 2018/2019 jednym z niewielu w Polsce w którym grali niemal wyłącznie wychowankowie. Od sezonu 2018/2019 Tęcza Krosno Odrzańskie pozyskała sponsora tytularnego, którym zostało przedsiębiorstwo z niemieckim kapitałem „Homanit” (dawne Zakłady Płyt Pilśniowych w Krośnie Odrzańskim), po czym zmieniono nazwę zespołu na „Tęcza" Homanit Krosno Odrzańskie.

### Historyczne nazwy
Źródło:
- 1945 – Szkolny Klub Sportowy Tęcza Krosno Odrzańskie
- 1951 – Zrzeszenie Sportowe Spójnia[13][14] Krosno Odrzańskie

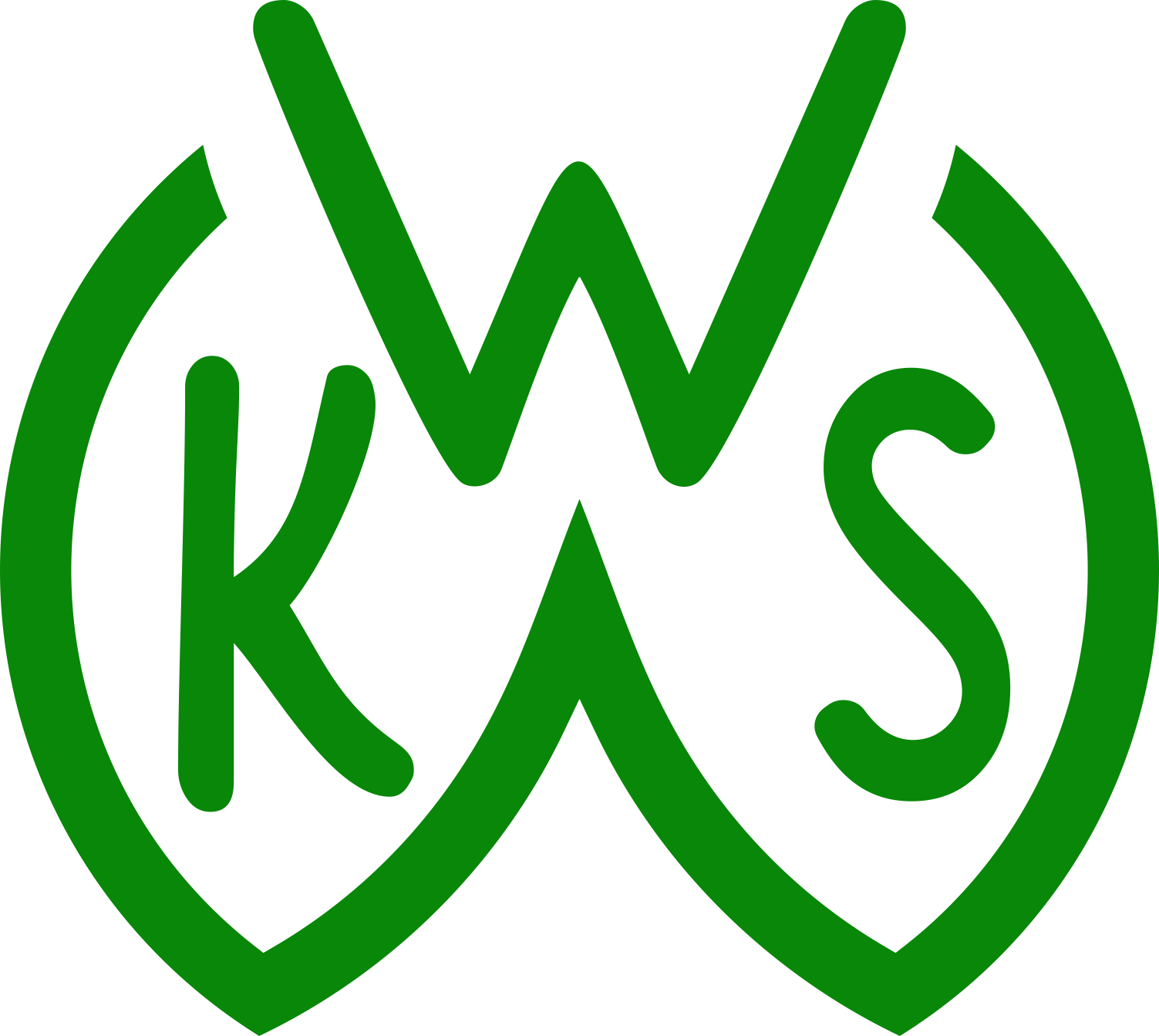
Logo Wojskowego Klubu Sportowego „Wiarus” Krosno Odrzańskie (1957-1967).

- 1954 – Koło Sportowe Sparta Krosno Odrzańskie
- 1955 – Koło Sportowe Sparta-Tęcza Krosno Odrzańskie
- 1956 – Ludowy Zespół Sportowy Tęcza Krosno Odrzańskie (fuzja Tęczy z LZS Połupin)
- 1957 – Wojskowy Klub Sportowy Wiarus Krosno Odrzańskie (wchłonięcie Tęczy przez WKS Wiarus)
- 1961 – Miejski Ludowy Klub Sportowy Tęcza Krosno Odrzańskie (reaktywacja)
- 1967 – Miejski Ludowy Klub Sportowy Tęcza Krosno Odrzańskie (wchłonięcie WKS Wiarus)
- 1978 – 1987 – Miejski Ludowy Klub Sportowy Nadodrze–Tęcza Krosno Odrzańskie (wchłonięcie Tęczy przez MLKS Nadodrze)
- 1987 – 1988 – Miejski Klub Sportowy Tęcza Krosno Odrzańskie (reaktywacja)
- 1992 – 2009 – Miejski Klub Sportowy Tęcza Krosno Odrzańskie
- 2009 – 2013 – Klub Sportowy Tęcza Krosno Odrzańskie
- 2013 – Miejski Klub Sportowy Tęcza Krosno Odrzańskie (od 2018 r. MKS Tęcza Homanit)

## Sukcesy

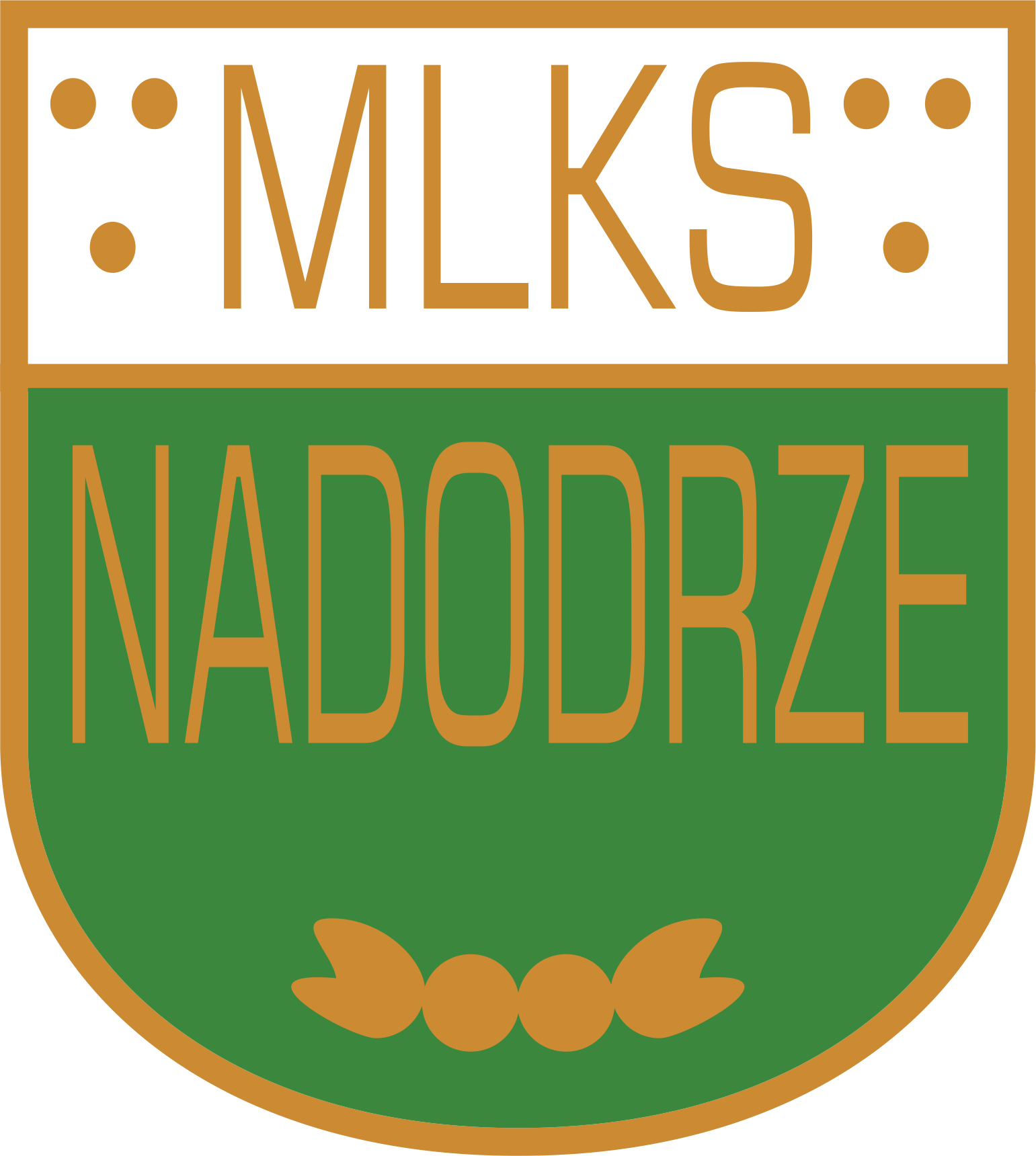
Logo Miejskiego Ludowego Klubu Sportowego „Nadodrze-Tęcza” Krosno Odrzańskie (1978-1987).

- 3. miejsce w zielonogórskiej Lidze Okręgowej (III poziom): 1962/1963
- Puchar Polski:
  - II runda (1/32 finału): 1963/1964
  - I runda (1/32 finału): 1966/1967
- Puchar Polski OZPN Zielona Góra: 
  - 1965/1966[15]
    - finał Pucharu Polski OZPN Zielona Góra: 1962/1963, 1976/1977
- Puchar Polski w futsalu:
  - 1/16 finału: 2018/2019
  - 1/32 finału 2022/2023
- Puchar Polski OZPN Zielona Góra w futsalu:
  - 2018/2019[16]
  - 2022/2023[17]
- Mistrzostwa Polski szóstek piłkarskich Łódź 1986 (3 edycja)
  - IV miejsce[18][19]

## Stadion

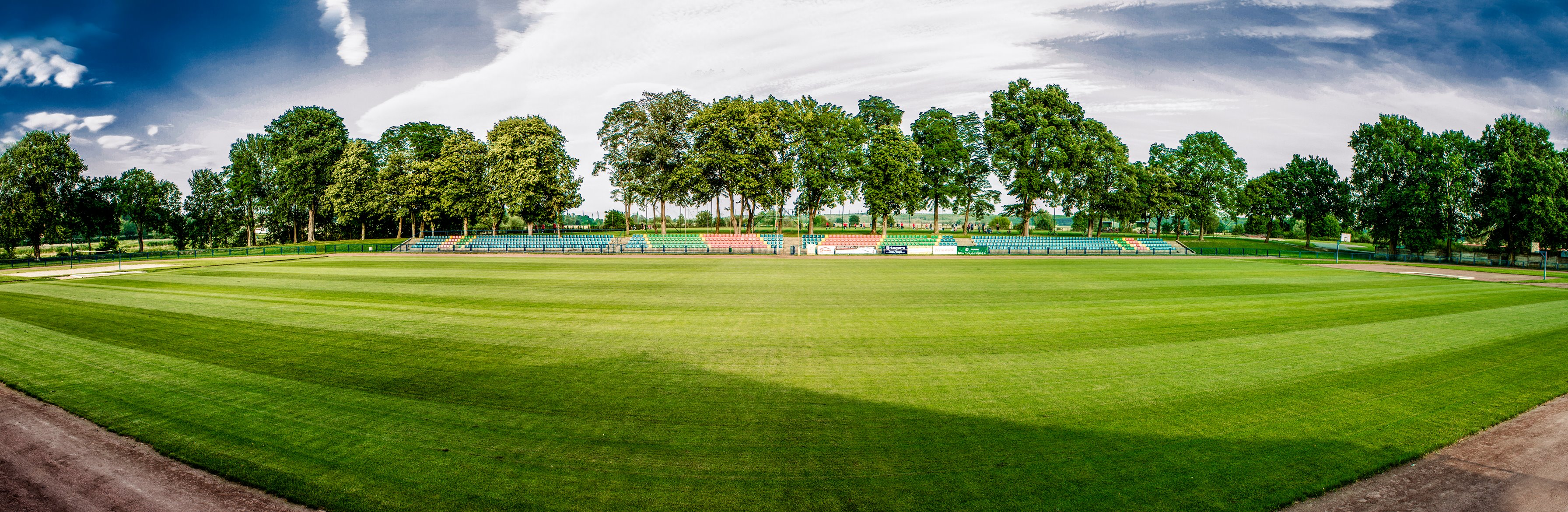
Panorama stadionu Ośrodka Sportu i Rekreacji w Krośnie Odrzańskim.

Tęcza Krosno Odrzańskie domowe mecze rozgrywa na Stadionie Ośrodka Sportu i Rekreacji w Krośnie Odrzańskim przy ul. Pocztowej 27. Stadion został oficjalnie i uroczyście oddany do użytku 12 września 1958 roku. Gruntowną modernizację przeszedł m.in. po powodzi w roku 1997. Dane techniczne obiektu:
- pojemność: 2000 (800 siedzących)
- oświetlenie: brak (oświetlenie – dwie płyty treningowe)
- wymiary boiska: 100 m x 62 m
- rekord frekwencji: 3000 (Wiarus Krosno Odrzańskie – Frankfurt nad Odrą, 1958, (2:2))[21]

Na stadionie rozgrywane były dwa mecze międzypaństwowe w ramach eliminacji do Mistrzostw Europy U-17:
- Polska – Belgia 0:2 (26.03.2006 r.)
- Belgia – Słowacja 4:0 (30.03.2006 r.)

Ponadto mecz towarzyski U-16:
- Polska – Dania 0:0 (14.10.2008 r.)

## Reprezentanci kraju
- Leszek Abrahamowicz – W drugiej połowie lat 70. czterokrotnie powoływany do kadry narodowej juniorów w piłce nożnej[22].

## Trenerzy
- 2011 – 2021 Maciej Kulikowski
- 01.07.2021 – 30.06.2023 Karol Widerowski

- 01.07.2023 – Maciej Kulikowski

## Sezon po sezonie
| Sezon     | Liga                               | Pozycja | Mecze | Punkty | Bramki | Bilans | Uwagi  | Nazwa                                 |
| --------- | ---------------------------------- | ------- | ----- | ------ | ------ | ------ | ------ | ------------------------------------- |
| 1946/1947 | Klasa C (Poznań)                   | b.d.    |       |        |        |        |        | Tęcza Krosno Odrzańskie               |
| 1947/1948 | Klasa C (Poznań)                   | b.d.    |       |        |        |        |        | Tęcza Krosno Odrzańskie               |
| 1948/1949 | Klasa C (Poznań)                   | b.d.    |       |        |        |        |        | Tęcza Krosno Odrzańskie               |
| 1949/1950 | Klasa C (Poznań)                   | b.d.    |       |        |        |        | Awans  | Tęcza Krosno Odrzańskie               |
| 1950      | Klasa B (powiatowa)                | b.d.    |       |        |        |        |        | Tęcza Krosno Odrzańskie               |
| 1951      | Klasa B (powiatowa)                | 3-6     | 10    |        |        |        |        | Spójnia Krosno Odrzańskie             |
| 1952      | Klasa B                            | b.d.    |       |        |        |        |        | Spójnia Krosno Odrzańskie             |
| 1953      | Klasa C                            | b.d.    |       |        |        |        | Awans  | Spójnia Krosno Odrzańskie             |
| 1954      | Klasa B                            | 6       | 24    | 26     | 54:53  | +1     |        | Spójnia/ Sparta Krosno Odrzańskie     |
| 1955      | Klasa B                            | 9       | 20    | 42     | 48:58  | -10    |        | Sparta-Tęcza Krosno Odrzańskie        |
| 1956      | Klasa B                            | 9       | 18    | 10     | 26:63  | -37    |        | LZS Tęcza Krosno                      |
| 1957      | Klasa B                            | 2       | 18    | 27     | 61:32  | +29    |        | LZS Tęcza Krosno                      |
| 1958      | Klasa B                            | 5       | 20    | 9      | 25:23  | +2     |        | Wiarus Krosno Odrzańskie              |
| 1959      | Klasa B                            | 1       | 22    | 42     | 98:10  | +88    | Awans  | Wiarus Krosno Odrzańskie              |
| 1960      | Klasa A                            | 1       | 16    | 29     | 51:14  | +37    | Awans  | Wiarus Krosno Odrzańskie              |
| 1960/1961 | Liga okręgowa – Zielona Góra       | 8       | 24    | 20     | 37:39  | -2     |        | Wiarus Krosno Odrzańskie              |
| 1961/1962 | Liga okręgowa – Zielona Góra       | 8       | 24    | 24     | 61:40  | +21    |        | Wiarus Krosno Odrzańskie              |
| 1962/1963 | Liga okręgowa – Zielona Góra       | 3       | 24    | 31     | 48:27  | +21    |        | Wiarus Krosno Odrzańskie              |
| 1963/1964 | Liga okręgowa – Zielona Góra       | 5       | 22    | 21     | 28:33  | -5     |        | Wiarus Krosno Odrzańskie              |
| 1964/1965 | Liga okręgowa – Zielona Góra       | 6       | 22    | 25     | 34:26  | +8     |        | Wiarus Krosno Odrzańskie              |
| 1965/1966 | Liga okręgowa – Zielona Góra       | 8       | 22    | 19     | 26:24  | +2     |        | Wiarus Krosno Odrzańskie /MLKS Tęcza/ |
| 1966/1967 | Liga okręgowa – Zielona Góra       | 9       | 22    | 19     | 24:45  | -21    |        | Tęcza Krosno Odrzańskie               |
| 1967/1968 | Liga okręgowa – Zielona Góra       | 4       | 22    | 24     | 48:37  | +13    |        | Tęcza Krosno Odrzańskie               |
| 1968/1969 | Liga okręgowa – Zielona Góra       | 11      | 24    | 20     | 27:41  | -14    |        | Tęcza Krosno Odrzańskie               |
| 1969/1970 | Liga okręgowa – Zielona Góra       | 13      | 26    | 14     | 29:72  | -43    | Spadek | Tęcza Krosno Odrzańskie               |
| 1970/1971 | Klasa A (Zielona Góra)             | 4       | 26    | 31     | 61:34  | +27    |        | Tęcza Krosno Odrzańskie               |
| 1971/1972 | Klasa A (Zielona Góra)             | 3       | 26    | 38     | 61:29  | +32    | Awans  | Tęcza Krosno Odrzańskie               |
| 1972/1973 | Liga okręgowa – Zielona Góra       | 12      | 28    | 23     | 36:52  | -16    |        | Tęcza Krosno Odrzańskie               |
| 1973/1974 | Liga okręgowa – Zielona Góra       | 1       | 26    | 39     | 54:18  | +36    | Awans  | Tęcza Krosno Odrzańskie               |
| 1974/1975 | Liga Wojewódzka – Zielona Góra     | 11      | 26    | 21     | 30:45  | -15    |        | Tęcza Krosno Odrzańskie               |
| 1975/1976 | Liga Wojewódzka – Zielona Góra     | 11      | 26    | 21     | 35:58  | -23    |        | Tęcza Krosno Odrzańskie               |
| 1976/1977 | Klasa A (Zielona Góra)             | 2       | 26    | 37     | 54:33  | +21    |        | Tęcza Krosno Odrzańskie               |
| 1977/1978 | Klasa A (Zielona Góra)             | 13      | 28    | 23     | 32:61  | -29    |        | Tęcza Krosno Odrzańskie               |
| 1978/1979 | Klasa A (Zielona Góra)             | 11      | 26    | 20     | 32:46  | -14    |        | Nadodrze Krosno Odrzańskie            |
| 1979/1980 | Klasa A (Zielona Góra)             | 9       | 25    | 22     | 36:44  | -8     |        | Nadodrze Krosno Odrzańskie            |
| 1980/1981 | Klasa A (Zielona Góra)             | 13      | 24    | 7      | 36:64  | -28    |        | Nadodrze Krosno Odrzańskie            |
| 1981/1982 | Klasa A (Zielona Góra) Grupa II    | 10      | 18    | 8      | 19:49  | -30    |        | Nadodrze Krosno Odrzańskie            |
| 1982/1983 | Klasa A (Zielona Góra) Grupa II    | 9       | 20    | 15     | 28:42  | -14    |        | Nadodrze Krosno Odrzańskie            |
| 1983/1984 | Klasa A (Zielona Góra) Grupa II    | 9       | 26    | 23     | 45:49  | -4     |        | Nadodrze Krosno Odrzańskie            |
| 1984/1985 | Klasa A (Zielona Góra) Grupa II    | 2       | 26    | 37     | 68:39  | +29    |        | Nadodrze Krosno Odrzańskie            |
| 1985/1986 | Klasa A (Zielona Góra) Grupa II    | 1       | 26    | 43     | 83:31  | +52    | Awans  | Nadodrze Krosno Odrzańskie            |
| 1986/1987 | Liga okręgowa – Zielona Góra       | 11      | 26    | 20     | 34:46  | -12    |        | Nadodrze Krosno Odrzańskie            |
| 1987/1988 | Liga okręgowa – Zielona Góra       | 12      | 26    | 17     | 34:55  | -21    |        | Tęcza Krosno Odrzańskie               |
| 1993/1994 | Klasa B                            | 1       | 28    | 47     | 119:23 | +96    | Awans  | Tęcza Krosno Odrzańskie               |
| 1994/1995 | Klasa A                            | 8       | 26    | 24     | 55:53  | +2     |        | Tęcza Krosno Odrzańskie               |
| 1995/1996 | Klasa A                            | 7       | 20    | 20     | 32:48  | -16    |        | Tęcza Krosno Odrzańskie               |
| 1996/1997 | Klasa A                            | 9       | 22    | 21     | 45:51  | -6     |        | Tęcza Krosno Odrzańskie               |
| 1997/1998 | Klasa A                            | 1       | 26    | 65     | 66:25  | +41    | Awans  | Tęcza Krosno Odrzańskie               |
| 1998/1999 | Klasa okręgowa – Zielona Góra      | 13      | 30    | 27     | 42:69  | -27    |        | Tęcza Krosno Odrzańskie               |
| 1999/2000 | Klasa okręgowa – Zielona Góra      | 10      | 34    | 48     | 65:59  | +6     |        | Tęcza Krosno Odrzańskie               |
| 2000/2001 | Klasa okręgowa – Zielona Góra      | 1       | 34    | 67     | 74:31  | +43    | Awans  | Tęcza Krosno Odrzańskie               |
| 2001/2002 | IV Liga grupa lubuska              | 9       | 34    | 50     | 63:58  | +5     |        | Tęcza Krosno Odrzańskie               |
| 2002/2003 | IV Liga grupa lubuska              | 16      | 34    | 32     | 37:60  | -23    | Spadek | Tęcza Krosno Odrzańskie               |
| 2003/2004 | Klasa okręgowa – Zielona Góra      | 2       | 30    | 69     | 76:20  | +56    | Awans  | Tęcza Krosno Odrzańskie               |
| 2004/2005 | IV Liga grupa lubuska              | 11      | 34    | 47     | 37:35  | +2     |        | Tęcza Krosno Odrzańskie               |
| 2005/2006 | IV Liga grupa lubuska              | 10      | 34    | 48     | 47:40  | +7     |        | Tęcza Krosno Odrzańskie               |
| 2006/2007 | IV Liga grupa lubuska              | 5       | 30    | 50     | 46:36  | +10    |        | Tęcza Krosno Odrzańskie               |
| 2007/2008 | IV Liga grupa lubuska              | 6       | 30    | 49     | 51:32  | +19    | Awans  | Tęcza Krosno Odrzańskie               |
| 2008/2009 | III Liga grupa dolnośląsko-lubuska | 15      | 32    | 17     | 23:75  | -52    |        | Tęcza Krosno Odrzańskie               |
| 2009/2010 | III Liga grupa dolnośląsko-lubuska | 15      | 30    | 22     | 20:69  | -49    | Spadek | Tęcza Krosno Odrzańskie               |
| 2010/2011 | IV Liga grupa lubuska              | 12      | 30    | 38     | 38:54  | -16    |        | Tęcza Krosno Odrzańskie               |
| 2011/2012 | IV Liga grupa lubuska              | 11      | 30    | 38     | 51:58  | -7     |        | Tęcza Krosno Odrzańskie               |
| 2012/2013 | IV Liga grupa lubuska              | 16      | 30    | 13     | 29:94  | -65    | Spadek | Tęcza Krosno Odrzańskie               |
| 2013/2014 | Klasa okręgowa – Zielona Góra      | 5       | 30    | 53     | 67:61  | +6     |        | Tęcza Krosno Odrzańskie               |
| 2014/2015 | Klasa okręgowa – Zielona Góra      | 1       | 30    | 77     | 96:25  | +71    | Awans  | Tęcza Krosno Odrzańskie               |
| 2015/2016 | IV Liga grupa lubuska              | 11      | 30    | 39     | 46:51  | -5     | Spadek | Tęcza Krosno Odrzańskie               |
| 2016/2017 | Klasa okręgowa – Zielona Góra      | 1       | 30    | 73     | 102:23 | +79    | Awans  | Tęcza Krosno Odrzańskie               |
| 2017/2018 | IV Liga grupa lubuska              | 2       | 30    | 59     | 81:41  | +40    |        | Tęcza Krosno Odrzańskie               |
| 2018/2019 | IV Liga grupa lubuska              | 4       | 30    | 56     | 75:52  | +23    |        | Tęcza Homanit Krosno Odrzańskie       |
| 2019/2020 | IV Liga grupa lubuska              | 16      | 15    | 7      | 16:59  | -43    |        | Tęcza Homanit Krosno Odrzańskie       |
| 2020/2021 | IV Liga grupa lubuska              | 18      | 36    | 18     | 29:129 | -100   | Spadek | Tęcza Homanit Krosno Odrzańskie       |
| 2021/2022 | Klasa okręgowa – Zielona Góra      | 3       | 30    | 59     | 73:45  | +28    |        | Tęcza Homanit Krosno Odrzańskie       |
| 2022/2023 | Klasa okręgowa – Zielona Góra      | 7       | 30    | 49     | 65:57  | +8     |        | Tęcza Homanit Krosno Odrzańskie       |
| 2023/2024 | Klasa okręgowa – Zielona Góra      | 5       | 30    | 47     | 63:42  | +21    |        | Tęcza Homanit Krosno Odrzańskie       |
| 2024/2025 | Klasa okręgowa – Zielona Góra      | 4       | 30    | 58     | 87:44  | +43    |        | Tęcza Homanit Krosno Odrzańskie       |
| 2025/2026 | Klasa okręgowa – Zielona Góra      |         |       |        |        |        |        |                                       |

| Oznaczenie kolorami |
| ------------------- |
| III poziom ligowy   |

### Puchar Polski
- 1962/1963 (OZPN)

Zespół Wiarusa wraz z dwoma innymi finalistami OZPN-u: Czarnymi Żagań i Wartą Gorzów Wlkp. awansował do szczebla centralnego rozgrywek o Puchar Polski. Finały odbyły się 24 września 1963 r.. Sytuacja wynikła prawdopodobnie z bałaganu organizacyjnego tak w OZPN, jak i na szczeblu centralnym. Mecz pomiędzy Polonią Nowa Sól i Wiarusem Krosno Odrzańskie rozegrany został „na raty” z uwagi na fakt, że w pierwotnym terminie rozpoczął się zbyt późno. Zakończył się remisem 1:1. Ostatecznie to Wiarus uzyskał awans.
- 1963/1964

I runda: Wiarus Krosno Odrzańskie – Calisia Kalisz 2:1. Bramki: Jamroz i Hercog.
II runda: Wiarus Krosno Odrzańskie – Zawisza Bydgoszcz 0:3.
- 1965/1966 (OZPN)

Finał Pucharu Polski na szczeblu okręgu rozgrywany był w Zielonej Górze. Wiarus Krosno Odrzańskie pokonał Polonię Nowa Sól 4:0 po golach Jakowlewa 2, Gałuszka i Kwiatka.
- 1966/1967

I runda: Wiarus Krosno Odrzańskie – Lech Poznań 0:3.
- 1976/1977 (OZPN)

W finale Pucharu Polski OZPN Zielona Góra rozgrywanym w Nowym Miasteczku Tęcza Krosno Odrzańskie przegrała z Czarnymi Żagań 0:1.

### Puchar Polski w futsalu
- 2018/2019 (LZPN)

W finale wojewódzkim rozegranym 21 listopada 2018 r. w Krośnie Odrzańskim, Tęcza Homanit pokonała: Kruszywo Stary Raduszec 14:1, Iskrę Małomice 8:0 i zremisowała z Hart Szkło Tuplice 3:3.
- 2022/2023 (LZPN)

W finale wojewódzkim rozegranym 4 grudnia 2022 r. w Krośnie Odrzańskim, Tęcza Homanit pokonała: Sokół Dąbrówka Wlkp.16:0 oraz Iskrę Małomice 9:1.
- 2018/2019 (szczebel centralny)

I runda: Tęcza Homanit Krosno Odrzańskie – FC ITD24 Remedium Pyskowice 10:2.
II runda: Tęcza Homanit Krosno Odrzańskie – Piast Gliwice 2:4.
- 2022/2023 (szczebel centralny)

I runda: Tęcza Homanit Krosno Odrzańskie – ASG Stanley Futsal Team Brzeg (walkower 5:0).
II runda: Tęcza Homanit Krosno Odrzańskie – BTS Rekord Bielsko-Biała 0:11.